# Schalbach
Schalbach é uma comuna francesa na região administrativa de Grande Leste, no departamento de Mosela. Estende-se por uma área de 12,58 km². Em 2010 a comuna tinha 360 habitantes (densidade: 28,6 hab./km²).